# Krzysztof Ludwin
Krzysztof Ludwin (Kristof Ludwin) (ur. 1962 w Krakowie) – polski malarz, akwarelista, architekt oraz wykładowca akademicki.

## Życiorys
W latach 1981–1987 studiował architekturę na Wydziale Architektury Politechniki Krakowskiej, a następnie, w latach 1987–1988 na Akademii Sztuk Pięknych na Wydziale Form Przemysłowych.
W latach 1995–2006 był asystentem naukowo-dydaktycznym na Politechnice Krakowskiej na Katedrze Rysunku, Malarstwa i Rzeźby. Przez rok (2004–2005) nauczał także rysunku odręcznego na Wydziale Form Przemysłowych krakowskiej Akademii Sztuk Pięknych. W 2006 roku Krzysztof Ludwin uzyskał stopień doktora, broniąc pracy zatytułowanej Szkice architektoniczne w technikach akwarelowych. Historia i współczesność. W latach 2006–2017 prowadził zajęcia z projektowania architektonicznego w Instytucie Projektowania Architektonicznego na Wydziale Architektury PK. Od roku 2018 prowadzi zajęcia dydaktyczne w Zakładzie Rysunku Malarstwa i Rzeźby.
W 2002 roku artysta wydał album „Kraków w akwarelach” z serii „Świat w akwareli”. Nakładem PWN wydano jego podręcznik „Nauka malowania akwarelą” z cyklu „Park edukacja” (Wydawnictwo Szkolne PWN, Warszawa – Bielsko Biała 2011). W roku 2012 Krzysztof Ludwin za tę publikację otrzymał Nagrodę Rektora (Indywidualna II stopnia za osiągnięcia dydaktyczne).
Zajmuje się malarstwem sztalugowym, głównie akwarelą. Malując na płótnie, akrylem i farbami olejnymi, uzyskuje efekty zbliżone do malarstwa akwarelowego. Wypracował sobie własny styl, który nazywa „nerwowym ekspresjonizmem”. Na jego obrazach prawie nigdy nie brakuje elementów architektury.
Krzysztof Ludwin jest wiceprezesem Stowarzyszenia Akwarelistów Polskich. Należy do Związku Polskich Artystów Plastyków oraz do Stowarzyszenia Architektów Polskich.

## Wystawy indywidualne
- 1985 Lipiec – Kraków: wystawa akwarel o tematyce krakowskiej w siedzibie SARP;
- 1990 Grudzień – Kraków: wystawa akwarel w Galerii „Strawberry Fields” zorganizowana przez International Society of Artist and Connoisseurs – „Beyond Eighties”;
- 2002 Grudzień – Tarnowskie Góry: Dom Ogrodnika, promocja albumu „Kraków w akwarelach” wraz z wystawą akwarel składających się na album;
- 2003 Styczeń – Kraków: Galeria Zosi Weiss Nowina Konopka, promocja albumu „Kraków w akwarelach” wraz z wystawą akwarel składających się na album;
- 2003 Luty – Kraków: wystawa jednego obrazu z cyklu „prosto z pracowni”, pt. „Jesień na bulwarach” w Galerii Hotel Polski Pod Białym Orłem;
- 2003 Luty – Kraków: wystawa indywidualna w Galeria Weiss Nowina Konopka pt. „Kraków w akwarelach”; • 2006 Wrzesień – Kraków: wystawa indywidualna „Temat Kobieta” – Galeria 2 Światy;
- 2006 Grudzień – Kraków: wystawa w Galerii „Lamella”, Śródmiejski Ośrodek Kultury;
- 2006 Zakopane: wystawa akwareli dużego formatu w Galerii Stara Polana;
- 2006 Grudzień – Głogówek: wystawa „Z teczki”, Galeria Styl, Głogówek, Rynek 2.
- 2007 Grudzień – Bielsko Biała: wystawa w Galerii „proArte”, Rynek Główny;
- 2009 Nowy Sącz: BWA, wystawa „Spostrzeżenia, refleksje, wnioski”;
- 2010 Grudzień – Kraków: wystawa w Ośrodku Kultury im. Norwida, Nowa Huta, pt. „Świat w akwareli odsłona 202”;
- 2010 Bielsko Biała: Muzeum Sułkowskich, wystawa akwarel „Z podróży” – muzeum przyjmuje jedną z prac do stanu posiadania;
- 2011 Marzec – Częstochowa: wystawa w Galerii Off Art, Częstochowa;
- 2011 Kwiecień – Rzeszów: BWA Rzeszów, wystawa „Świat w akwareli”;
- 2012 Kwiecień – Mielec: Samorządowe Centrum Kultury, wystawa prac malarskich o tematyce architektonicznej, „Świat w akwareli”;
- 2013 Grudzień – Strzelce Opolskie: wystawa Galeria trzy Filary w Strzeleckim Centrum Kultury, temat: „Akwarele z podróży”;
- 2014 Styczeń – Myślenice: wystawa w Galerii Sztuki Współczesnej w MOSiK, temat: „Malarz w podróży”;
- 2014 Sierpień – Rzeszów: wystawa z cyklu „77 Firmowe spotkania ze sztuką” pt. „Rozważania o kolorze w architekturze”;
- 2015 Luty – Radom: wystawa pt. „Kolor w architekturze – rozważania”, Teatr Powszechny, Galeria Mozaika;
- 2015 Grudzień – Kielce: wystawa w Galerii „Wieża Sztuki”, Temat: Architektura;
- 2016 Luty – Kraków: wystawa w Galerii ZPAP, pt. „Eksperymenty kolorem”;
- 2016 Marzec – Wrocław: wystawa w Galerii czasowej Uniwersytetu Przyrodniczego pt. „Cykl Sycylijski”;
- 2016 Sierpień/ Wrzesień – Zakopane: wystawa w Muzeum Stylu Zakopiańskiego Willa Koliba pt. „Kolory Podhala”.

## Wystawy indywidualne za granicą
- 1983 Wrzesień – Kopenhaga: galeria w biurze urzędu cła: wystawa indywidualna akwarel o tematyce krakowskiej;
- 1989 Kwiecień – Londyn: wystawa akwarel w Polskim Ośrodku Sztuki i Kultury;
- 2009 Lipiec – Brioude, Francja: udział w międzynarodowym festiwalu akwareli w Brioude: wystawa indywidualna „Architektura w akwareli”;
- 2011 Lipiec – Brioude, Francja: udział w festiwalu akwareli w Brioude: wystawa indywidualna „Architektura w akwareli”;
- 2011 Wrzesień – Francja: wystawa w „Chapelle Notre Dame la Blanche”, Bretania;
- 2011 Październik – Rennes, Francja: wystawa prac akwarelowych oraz olejnych, temat: „Kolor w architekturze modernistycznej”;
- 2013 Lipiec – Brioude, Francja: Międzynarodowy Festiwal Akwareli, wystawa (twórczość malarska, temat: architektura z podróży)
- 2017 Lipiec – Brioude, Francja: Międzynarodowy Festiwal Akwareli, wystawa (twórczość malarska, temat: architektura z podróży)

## Wystawy zbiorowe
- 1986 Marzec – Londyn: udział w międzynarodowej wystawie malarstwa w Gallery 202;
- 2004 Maj – Zakopane: udział w wystawie zbiorowej pracowników dydaktycznych Instytutu Malarstwa i Rzeźby Wydz. Arch. PK w galerii „Stara Polana”;
- 2005 Kwiecień – Seul: udział w wystawie zbiorowej z okazji światowego dnia pokoju, jako reprezentant Polski w grupie 5 malarzy polskich;
- 2011 grudzień – Charenton-le-Pont, Francja: udział, jako gość honorowy w biennale akwareli Stowarzyszenia Akwarelistów Francuskich;
- 2011 Maj – Belgia, Namur: udział w wystawie zbiorowej w ramach międzynarodowego Biennale Akwareli;
- 2011 Sierpień – Łańcut: uczestnictwo w Międzynarodowym Plenerze Malarskim – udział w poplenerowej wystawie zbiorowej „Łańcut 2011”;
- 2011 Sierpień – Boguchwała: uczestnictwo w Ogólnopolskim Plenerze malarskim organizowanym przez Rzeszowski oddział Stowarzyszenia Zachęta – udział w wystawie poplenerowej, akwarele o tematyce architektonicznej;
- 2011 Wrzesień – Le Pouliguen, Francja: udział w zbiorowej wystawie międzynarodowej, akwarele o tematyce architektonicznej;
- 2011 Grudzień – Rennes, Francja: udział w międzynarodowym konkursie malarskim: I nagroda za obraz olejny o tematyce architektonicznej;
- 2012 Maj, czerwiec, lipiec – BWA Olkusz, BWA Nowy Targ, Galeria Domu Sztuki SMB „Jary, Warszawa: uczestnictwo w wystawie zbiorowej Stowarzyszenia Akwarelistów Polskich;
- 2012 Maj – Bellagio, Włochy: uczestnictwo w Międzynarodowym Festiwalu Akwareli w Bellagio, zorganizowany przez władze położonego nad jeziorem Como miasta Bellagio oraz Stowarzyszenie Akwarelistów Włoskich (Comune di Bellagio i Associazione Italiana Acquerellisti) przy współpracy Europejskiej Federacji Stowarzyszeń Akwarelistów;
- 2012 Czerwiec – Pszczyna: uczestnictwo w międzynarodowym plenerze malarskim „Pszczyna 2012”, udział w wystawie poplenerowej;
- 2012 Lipiec – Głuchołazy: uczestnictwo w plenerze malarsko – rzeźbiarskim. Udział w wystawie poplenerowej;
- 2012 Lipiec, Sierpień – Łańcut: uczestnictwo w Międzynarodowym Plenerze Malarskim – udział w wystawie poplenerowej;
- 2012 Sierpień – Boguchwała: uczestnictwo w Międzynarodowym Plenerze Malarskim organizowanym przez rzeszowski oddział Stowarzyszenia Zachęta – udział w wystawie poplenerowej;
- 2013 Sierpień – Boguchwała: uczestnictwo w Ogólnopolskim Plenerze Malarskim w Boguchwale organizowanym przez rzeszowski oddział Stowarzyszenia Zachęta – udział w wystawie poplenerowej;
- 2013 Sierpień – Bielsko Biała: udział w wystawie zbiorowej, Stowarzyszenia Akwarelistów Polskich pt. „Akwarela – pasje i namiętności”;
- 2013 Grudzień – Warszawa: udział w wystawie zbiorowej pt. „Bliźniemu swemu 2013/2014” w warszawskiej Galerii Narodowej „Zachęta”;
- 2014 Maj – Pruszków: udział w wystawie poplenerowej Stowarzyszenia Akwarelistów Polskich pt. „Zanikające klimaty Pruszkowa”;
- 2014 Lipiec – Łańcut: udział w wystawie poplenerowej w Międzynarodowym Plenerze Malarsko Rzeźbiarskim Łańcut 2014;
- 2015 Maj – Pruszków: udział w wystawie poplenerowej Stowarzyszenia Akwarelistów Polskich pt. „Zielony Pruszków” – pod patronatem Prezydenta Miasta Pruszkowa;
- 2014 Październik – Sromowce: udział w wystawie poplenerowej Międzynarodowego Pleneru Malarskiego, Niemcy, Polska, Rumunia, Słowacja;
- 2015 Czerwiec – Kazimierz Dolny: udział w Międzynarodowej Wystawie Akwareli, Polska, Niemcy, Włochy, Hiszpania, Ukraina – Muzeum Nadwiślańskie;
- 2015 Sierpień – Rzeszów: udział w wystawie poplenerowej w Międzynarodowym Plenerze Malarskim Boguchwała 2015;
- 2015 Listopad – Sromowce: udział w wystawie IV Międzynarodowego Pleneru Malarskiego pt. „Dwie namiętności- Góry i Sztuka”;
- 2016 Marzec – Białystok: Galeria Spodki Wojewódzkiego Ośrodka Animacji Kultury w Białymstoku, udział w wystawie prezentującej dorobek Stowarzyszenia Akwarelistów Polskich;
- 2016 Kwiecień – Kraków, siedziba ZPAP: udział w wystawie malarstwa Stowarzyszenia Akwarelistów Polskich;
- 2016 Maj – Tarnobrzeg, Galeria TDK – Tarnobrzeski Domu Kultury, udział w wystawie malarstwa Stowarzyszenia Akwarelistów Polskich;
- 2016 Czerwiec – Mielec: Galeria ESCEK Samorządowego Centrum Kultury, udział w wystawie zbiorowej Stowarzyszenia Akwarelistów Polskich;
- 2016 Lipiec – Bielsko Biała: Muzeum Historyczne w Bielsku-Białej Zamek książąt Sułkowskich – udział w wystawie zbiorowej I Międzynarodowego Pleneru Malarskiego imienia Juliana Fałata;
- 2016 Sierpień – Iława: udział w trzyosobowej wystawie prezesów Stowarzyszenia Akwarelistów Polskich pt. „Świat Akwareli”;
- 2016 Sierpień – Olsztyn: udział w wystawie „trzech akwarelistów: Ryszard Rogala, Krzysztof Ludwin, Adam Papke” pt. „Wokół akwareli” w galerii Stara Kotłownia UWM;
- 2016 Listopad – Kraków: udział jako mentor w wystawie zbiorowej koła akwareli Architektura i Akwarela w galerii czasowej Wydziału Architektury Politechniki Krakowskiej;
- 2016 Październik – Łagów: udział w wystawie roboczej Stowarzyszenia Akwarelistów Polskich, prowadzenie warsztatów;
- 2016 Listopad – Avignon: udział w zbiorowej międzynarodowej wystawie ECWS (European Confederation of Watercolour Societes).